# Shotul (huyện)
Shutul là một huyện thuộc tỉnh Panjshir, Afghanistan. Dân số thời điểm năm 1999 là  người.